# 호드리구 엘리
호드리구 엘리(포르투갈어: Rodrigo Ely, 1993년 11월 3일 ~ )는 브라질의 축구 선수이다. 그는 현재 캄페오나투 브라질레이루 세리이 A의 그레미우에서 뛰고 있다.